# Nyctiophylax bidentatus
Nyctiophylax bidentatus là một loài Trichoptera hóa thạch trong họ Polycentropodidae.